# Двор наследника престола (империя Тан)
Двор наследника престола или Внутренние чиновники наследника престола (кит. упр. 太子內官, пиньинь tàizǐ nèiguān, палл. Тайцзы нэйгуань) империи Тан — совокупное название женщин и евнухов, занимавшихся обслуживанием наследника престола империи Тан. В соответствии с конфуцианским учением служение наследнику приравнивалось к служению государству, так и двор наследника был отражением устройства государства, хоть и менее подробное, чем у императрицы.

## Придворные женщины
Обязанности не указаны. Европейцы обычно называют их «наложницы».
- 2 Лянди кит. упр. 良娣, пиньинь liangdi — «Добрые сестрёнки», ранг основной 3-й.
- 6 Лянъюань кит. упр. 良媛, пиньинь liangyuan — «Добрые красотки», ранг основной 4-й.
- 10 Чэнхуэй кит. упр. 承徽, пиньинь chénghuī — «Удостоенные отличий», ранг основной 5-й.
- 16 Чжаосюнь кит. упр. 昭訓, пиньинь zhaoxun — «Просветлённые наставлениями», ранг основной 7-й.
- 24 Фэнъи кит. упр. 奉儀, пиньинь fengyi — «Почитающие благопристойность», ранг основной 9-й.

## Сыгуйкит.司閨Отдел управления женской половиной
- 2 Сыгуй кит. упр. 司閨, пиньинь sigui — «Ведающий женской половиной», ранг сопровождающий 6-й.

Ведал сопровождением супруги наследника (妃-фэй, как и второстепенная жена императора), отвечал за именные списки всех женщин дворца, управлял подчинёнными.
- 3 Чжанчжэн кит. 掌正 — «Занимающийся правильностью», ранг сопровождающий 8-й.

Отвечал за внос и вынос из дворца всех письменных дел, занимался ключами и замками, следил за безопасностью и наказывал нарушительниц порядка.
- 3 Чжаншу кит. 掌書 — «Занимающийся документами», ранг сопровождающий 8-й.

Отвечал за внутренние верительные бирки, литературу, обнародовал указы по дворцу, занимался обучением женщин, бумагой и кистями для них.
- 3 Чжанянь кит. 掌筵 — «Занимающийся убранством», ранг сопровождающий 8-й.

Отвечал за циновки, мебель, зонты, убранство и другие вещи дворцовых женщин.

## Сыцзэкит.司則Отдел соблюдения правил
- 2 Сыцзэ кит. 司則 — «Ведающий правилами», ранг сопровождающий 6-й.

Отвечали за соблюдение правил ритуалов и благопристойности во дворце. Им подчинялись:
- 3 Чжанъянь кит. 掌嚴 — «Занимающийся строгой величественностью», ранг сопровождающий 8-й.

Отвечал за головные уборы и украшения, одеяния, полотенца, расчёски, бани, забавы, игрушки, ритуальные регаии.
- 3 Чжанфэн кит. 掌縫 — «Занимающийся пошивом», ранг сопровождающий 8-й.

Отвечал за изготовление пряжи и ткани, пошив одежды для девушек.
- 3 Чжанцзан кит. 掌藏 — «Занимающийся кладовыми», ранг сопровождающий 8-й.

Отвечал за хранение ценностей, жемчуга, драгоценностей, шёлка.

## Сычжуанькит.司饌Отдел кушаний
- 2 Сычжуань кит. 司饌 — «Ведающий кушаньями», ранг сопровождающий 6-й.

Отвечали за подачу блюд, пробовали их перед употреблением. Им подчинялись:
- 3 Чжанши кит. 掌食 — «Занимающийся строгой величественностью», ранг сопровождающий 8-й.

Отвечал за питание, напитки, освещение, утварь.
- 3 Чжанъи кит. 掌醫 — «Занимающийся врачеванием», ранг сопровождающий 8-й.

Отвечал за рацепты, лекарства, но и за досуг и развлечения (優樂).
- 3 Чжанъюань кит. 掌園 — «Занимающийся садами», ранг сопровождающий 8-й.

Снабжали дворец овощами и фруктами.

## Вспомогательные служащие
Кроме перечисленных чиновников во дворце служили:
- 24 Девы-писца (кит. упр. 女史, пиньинь nǚshǐ, палл. нюйши) — без ранга. Распределены по отделам и прикреплены к чиновникам.